# Jelena Walerjewna Milaschina

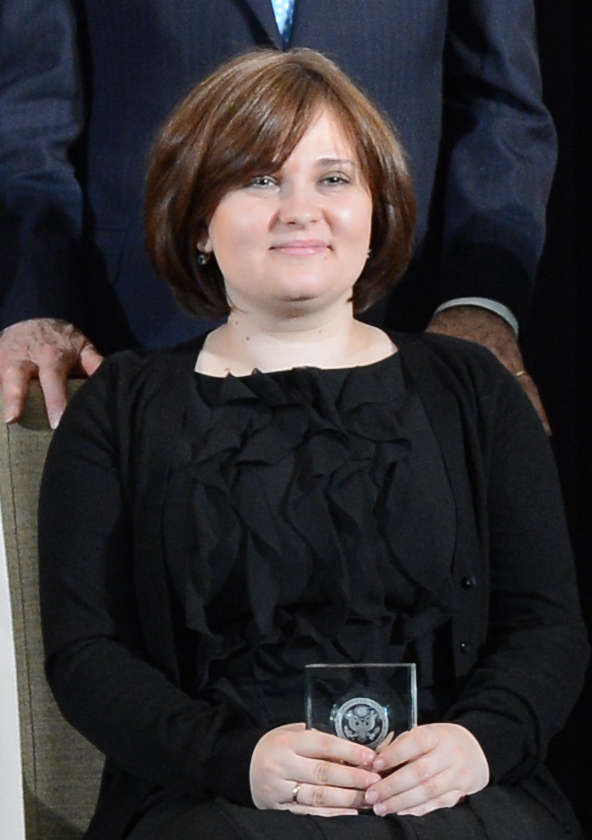
Jelena Milaschina (2013)

Jelena Walerjewna Milaschina (russisch Елена Валерьевна Милашина, * 1978 in Dalnegorsk, Region Primorje, RSFSR, UdSSR) ist eine russische Investigativjournalistin. Sie ist leitende Korrespondentin der Nowaja gaseta und setzt die Recherchen ihrer im Jahre 2006 ermordeten Kollegin Anna Politkowskaja im Nordkaukasus fort.

## Leben
Jelena Milaschina kam als 19-jährige Journalistin im Jahre 1996 zur Nowaja gaseta, Russlands bekanntester unabhängiger Zeitung: „Die Nowaja Gaseta ist die einzige Zeitung, bei der ich (in Russland) wirklich als Journalistin arbeiten kann!“ 2001 absolvierte sie die journalistische Fakultät der Lomonossow-Universität Moskau.
Am 16. Februar 2006 wurde Milaschina in der nordossetischen Stadt Beslan attackiert. Ein weiteres Mal wurde sie im April 2012 in Balaschicha nahe Moskau von Unbekannten körperlich angegriffen und beraubt. Am 8. März 2013 erhielt sie die Auszeichnung „Mutige Frauen der Welt“ vom Außenministerium der USA.
Als Nachfolgerin der ermordeten Journalistinnen Anna Politkowskaja und Natalja Estemirowa schreibt Milaschina über Menschenrechtsverletzungen und die weit verbreitete Korruption der Regierung insbesondere in Tschetschenien sowie im gesamten umkämpften Nordkaukasus. Diese vorwiegend von Muslimen bewohnten autonomen Republiken Südrusslands zählen zu den instabilsten Gebieten der Russländischen Föderation. Seit Jahren arbeitet Jelena Milaschina eng zusammen mit Human Rights Watch, um Gräueltaten beider Seiten in diesem Konflikt zu dokumentieren. Sie unternahm auch mehrere gemeinsame Missionen mit dieser Organisation in Südossetien, Tschetschenien und Dagestan, um Opfer von Menschenrechtsverletzungen zu befragen und deren Leid zu dokumentieren.
Bis einschließlich 2020 hatte Milaschina sechsmal wegen Differenzen zwischen ihr und Dmitri Muratow (Chefredakteur der Nowaja gaseta) gekündigt. Sie vertritt die Überzeugung, dass die Zeitung mehr über Tschetschenien berichten sollte, während Muratow der gegenteiligen Meinung ist. Denselben Streitpunkt hatte es bereits zwischen Anna Politkowskaja und Muratow gegeben. Im selben Jahr erhielt sie Morddrohungen von dem tschetschenischen Präsidenten Ramsan Kadyrow, nachdem sie kritisch über den Umgang mit der tschetschenischen Bevölkerung während der COVID-19-Pandemie in Russland berichtet hatte.
Im März 2021 veröffentlichte die Nowaja gaseta einen von Milaschina geschriebenen Scoop, das sich auf Aussagen eines ehemaligen Offiziers der Kadyrowzy stützt. Dieser sagte aus, dass die Kadyrowzy Menschen im Keller des Regimentquartiers zu Tode foltern. Die Kadyrowzy drohten der Nowaja gaseta daraufhin mit nicht näher genannten Konsequenzen, wenn die Zeitung „Beleidigungen“ nicht einstelle. Anfang Februar 2022 teilte die Redaktion der Nowaja gaseta mit, dass Milaschina wegen andauernder Drohungen zu ihrem Schutz ins Ausland entsandt werde.
Anfang Juli 2023 war Milaschina mit dem Anwalt Alexander Nemow nach Tschetschenien gereist, um vom Ausgang eines Prozesses dort zu berichten. Nach ihrer Ankunft wurde sie kurzzeitig entführt, dabei mit Polypropylenrohren zusammengeschlagen, ihre Haare abrasiert und ihr Gesicht mit Farbe attackiert. Sie erlitt Prellungen und Hämatome am ganzen Körper, bis zu 14 Knochenbrüche an den Händen und verlor infolge des Angriffs außerdem mehrmals das Bewusstsein. Auch Nemow wurde schwer verletzt. Die Angreifer, laut Milaschina mindestens 10 oder 12 in der Zahl, hätten eine Schusswaffe gegen ihren Kopf gehalten und zu ihr gesagt, sie solle verschwinden und nicht über diesen Angriff berichten. Es habe sich um eine versuchte Einschüchterung gehandelt, da sie keine Wertsachen entwendet, jedoch Ausrüstung und Dokumente zerstört hätten.

## Auszeichnungen
- Oktober 2010: Alison Des Forges Award for Extraordinary Activism von Human Rights Watch für ihren Einsatz und Mut zum Schutz der Menschenrechte[14]
- 2013: International Women of Courage Award[15]
- 2016: Gerd Bucerius-Förderpreis Freie Presse Osteuropas[16]